# Рубанка (Хмільницький район)
Ру́банка — село в Україні, у Козятинській  міській громаді Хмільницького району Вінницької області. Населення становить 141 особу.
Назва Рубанка за твердженнями старожилів закріпилося за поселенням після битви влітку 1648 року між військом козацьких полковників Остапа Кривоносенка та Івана Гирі з військами Яреми Вишневецького і Януша Тишкевича. Під час тієї битви козаків з поляками трапилася дощова злива. В поляків замок порох в порохівницях і вони вдалися до пік та шабель. Битва-рубанка не принесла бажаної перемоги жовнірам, але дала назву поселенню. За іншими розповідями село побудувалося з вирубаного на цьому місці лісу і тому дістало назву — Рубанка. Отже, можна з певністю заявити, що таким чином будувалися перші поселення багатьох теперішніх сіл, до яких пани закликали людей на поселення. Ліс ішов на будівництво жител, а розкорчована земля ставала родючою нивою.
У 1929 році в селі було організовано колективне сільське господарство «Товариська праця». В складі цього колгоспу рубанчани зустріли Другу Світову Війну й німецьку окупацію, а після відступу німців і радянську окупацію. Почалося систематичне полювання на юнаків і дівчат для рабської роботи в Німеччині. Очолював того тяжкого, воєнного 1944 року рубанську «Товариську працю» Мушинський Пилип Васильович. У 1951 році дане господарство ввійшло до складу колгоспу «Ленінський шлях» і село Рубанка статусу бригадного села.
Село Рубанка розташоване за 7 км від села Флоріанівка.
Реєстр осіб, що проживали у селі на 1798 р. — Центральний історичний архів України, м. Київ, фонд 496, опис 1, спр. 268.